# 望城区
望城区（ぼうじょう-く）は、中華人民共和国湖南省長沙市に位置する市轄区。潙水河がここで湘江に合流している。2011年までは望城県であった。

## 行政区画
下部に以下の11街道と5鎮を管轄する。
- 街道:高塘嶺街道、丁字湾街道、大沢湖街道、月亮島街道、白沙洲街道、金山橋街道、黄金園街道、烏山街道、銅官街道、雷鋒街道、白馬街道
- 鎮:橋駅鎮、茶亭鎮、靖港鎮、喬口鎮、白箬鋪鎮